# Michele Giambono

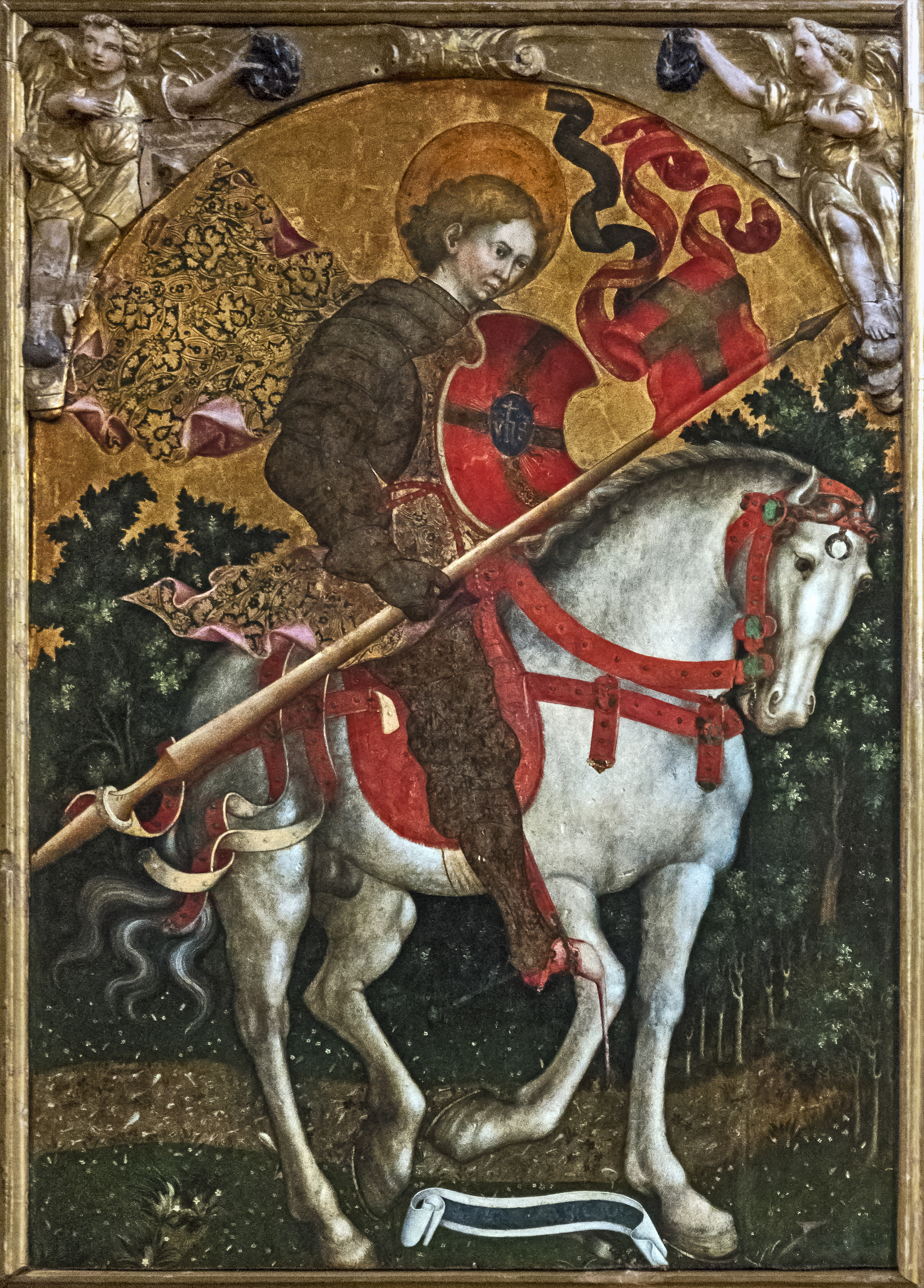
San Crisogono a cavallo, chiesa di San Trovaso, Venezia

Michele Giambono (Venezia, 1400 circa – 1462 circa) è stato un pittore italiano.

## Biografia
Fu allievo di Jacobello del Fiore. È tra gli artisti veneti che meglio hanno recepito lo stile di Gentile da Fabriano improntato su una profonda sensibilità naturalistica e su un plasticismo morbido delle figure, e tra i personaggi centrali del rinnovamento culturale veronese della prima metà del Quattrocento.
Risale al 1443 circa il polittico di San Giacomo maggiore, con ai suoi lati le immagini di San Giovanni Evangelista, di Filippo Benizzi (fondatore dell’ordine servita e privo di nimbo poiché canonizzato soltanto nel 1671), di San Michele arcangelo e di San Ludovico da Tolosa proveniente dal complesso servita di San Giacomo della Giudecca. Conservato alle Gallerie dell'Accademia, è una delle due opere firmate di Michele Giambono, la seconda è la Madonna col Bambino oggi conservata nella Galleria d’arte antica di Palazzo Barberini in Roma.
Al centro di una discussa attribuzione per la serie di quattro tavolette con Storie di san Benedetto oggi conservate al Museo Poldi Pezzoli di Milano e agli Uffizi di Firenze, mentre di concordata e accettata attribuzione sono la decorazione a fresco del monumento Serego nella chiesa di Sant’Anastasia in Verona, caratterizzata da un focoso cromatismo di memoria bizantina.
Altra importante testimonianza è la Dormitio Virginis, opera più giovanile (1422), un paliotto d'altare dipinto su tela, tra i primi telèri della storia dell'arte, proveniente dalla collezione dei veronesi Monga e conservato presso il Museo di Castelvecchio.
I mosaici realizzati a Venezia, nella chiesa di San Marco, evidenziarono un nuovo senso narrativo, vicini alle nuove tematiche rinascimentali.
L'arte raffinata di Giambono mostrò la maturazione del goticismo veneziano, impreziosita dalla ricchezza cromatica, dall'elaborazione ritmica e dallo splendore decorativo.

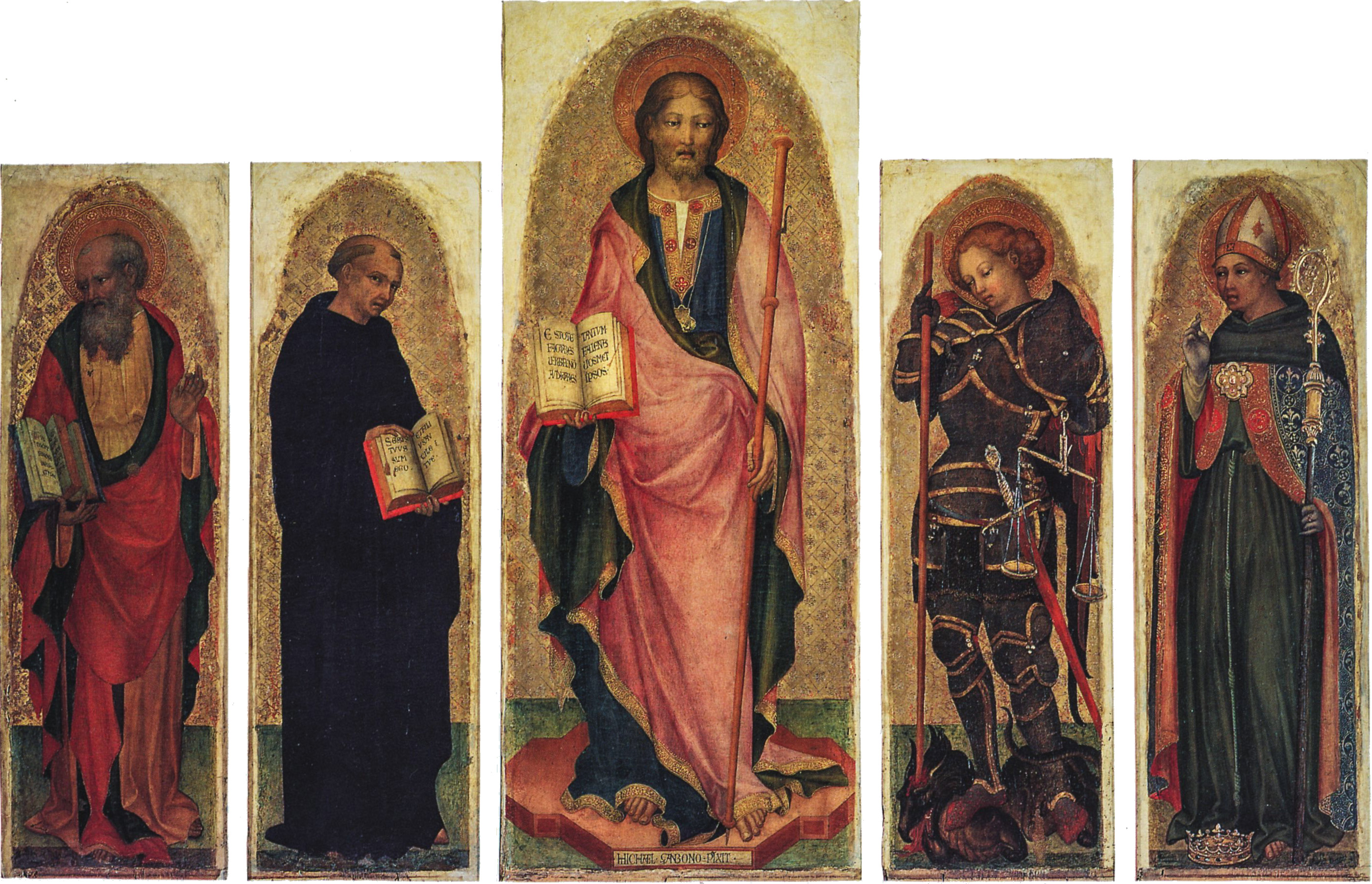
polittico di San Giacomo maggiore,Gallerie dell'Accademia
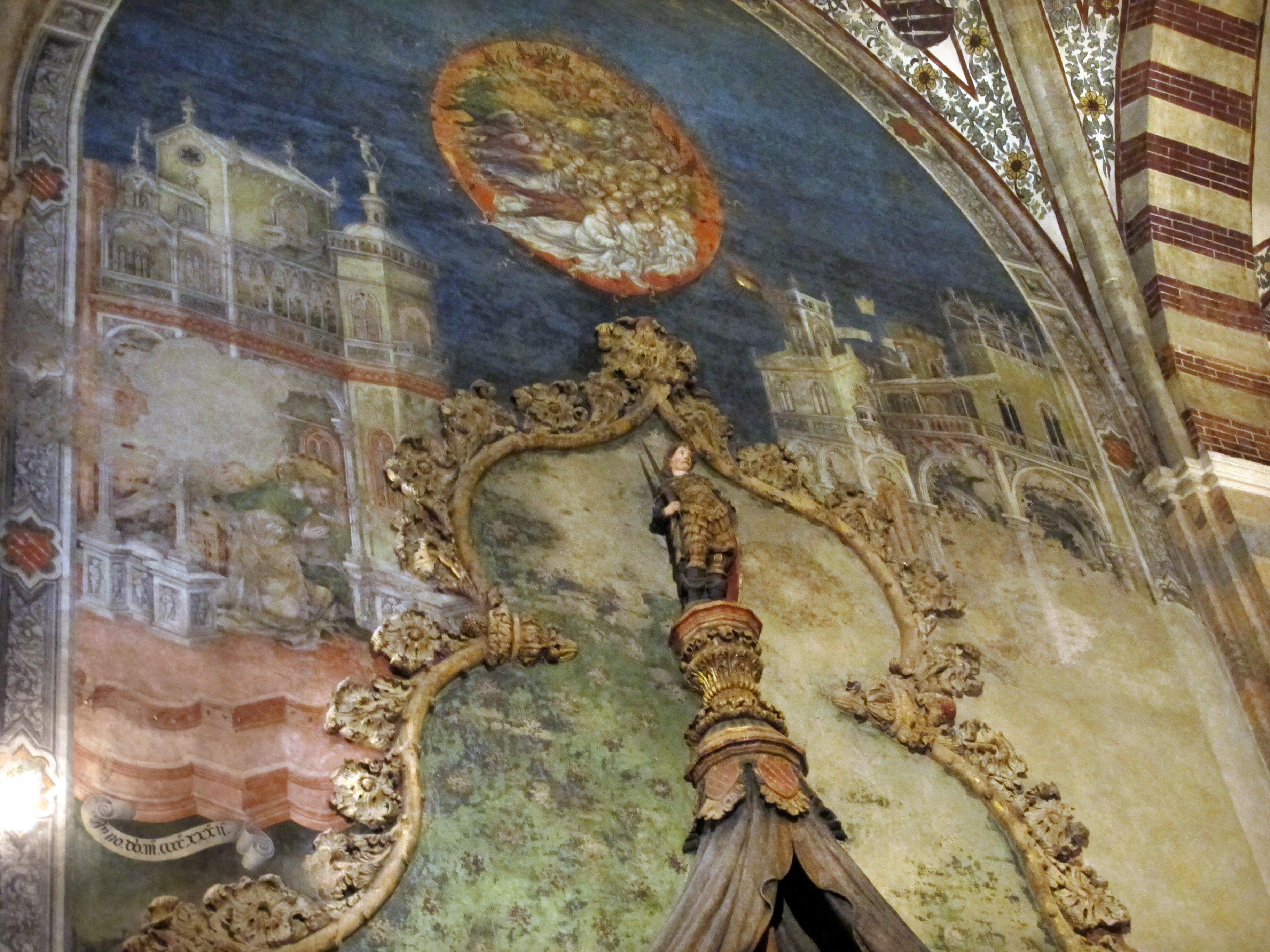
Mausoleo di Cortesia Serego
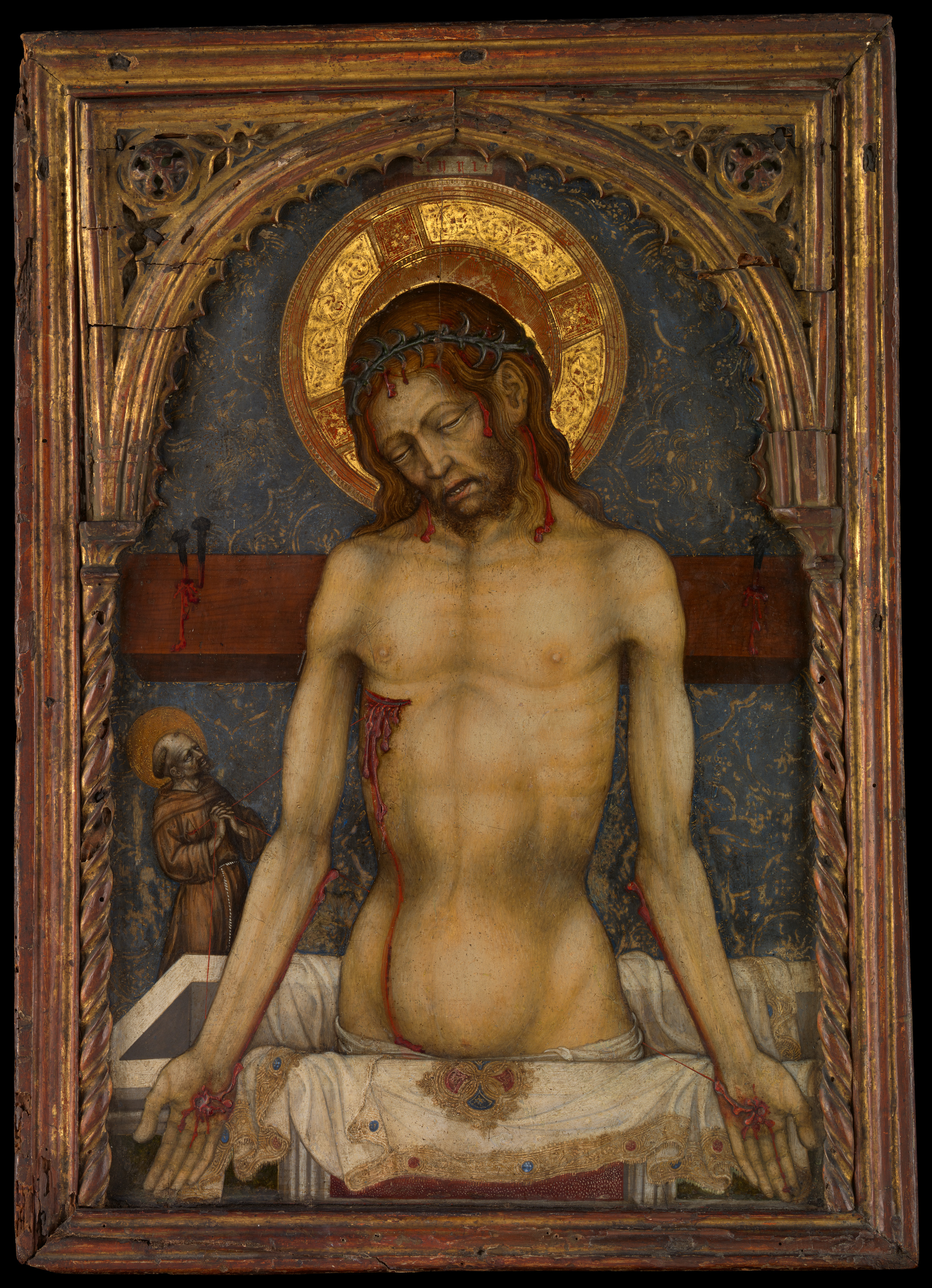
Vir Dolorum
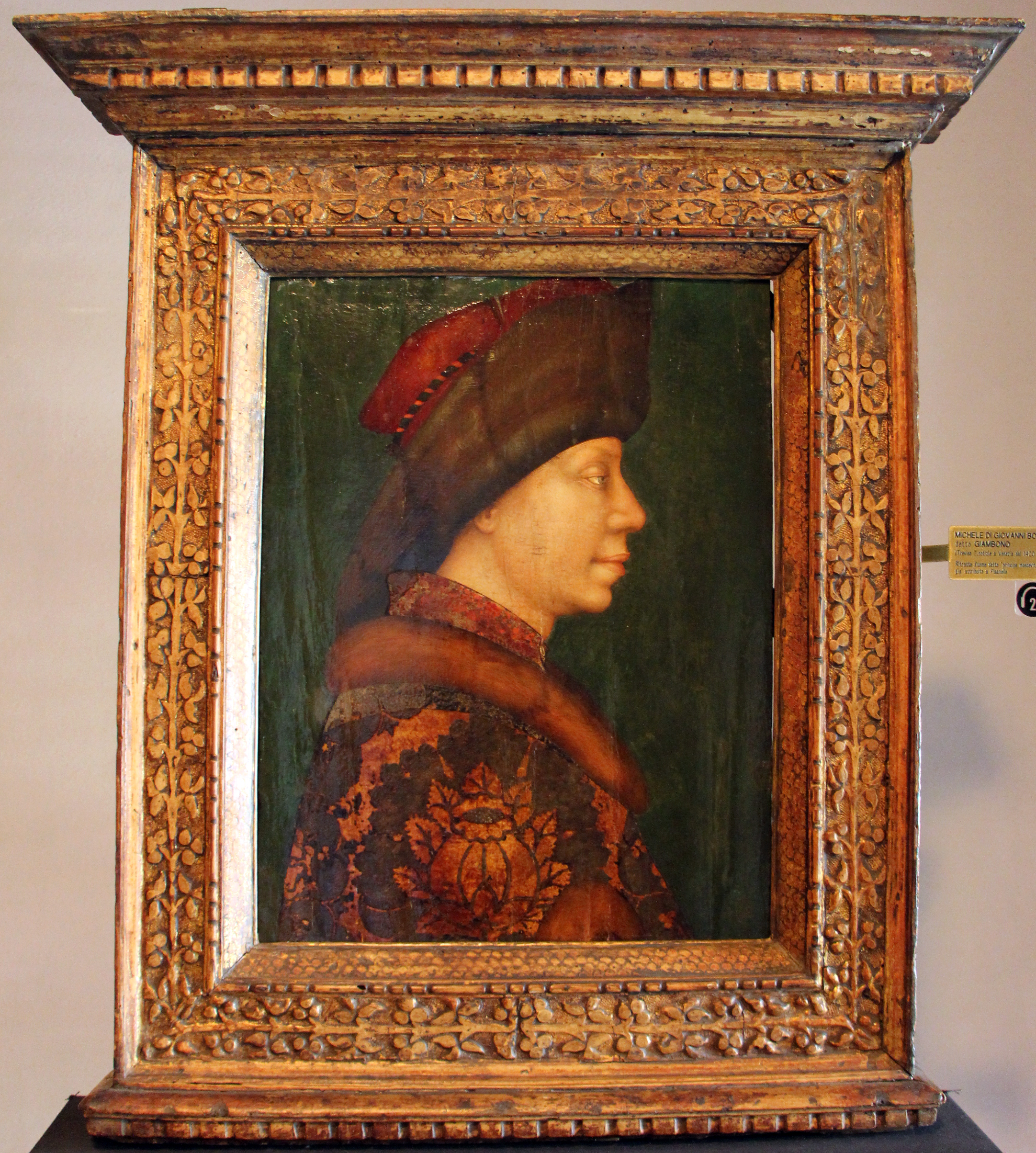
Ritratto d'uomo detto "Principe moscovita",Palazzo Rosso